# Coelogyne verrucosa
Coelogyne verrucosa là một loài thực vật có hoa trong họ Lan. Loài này được S.E.C.Sierra mô tả khoa học đầu tiên năm 2000.